# Не без дъщеря ми
„Не без дъщеря ми“ (на английски: Not Without My Daughter) е американска драма от 1991 г. на режисьора Браян Гилбърт и базиран на едноименната книга, който изобразява бягството на американската гражданка Бети Махмуди и нейната дъщеря от агресивния ѝ съпруг в Иран. През 1990 г. филмът е заснет в Съединените щати, Турция и Израел и главните герои Бети Махмуди и Сайед Бозорг „Муди“ Махмуди са изиграни съответно от Сали Фийлд и Алфред Молина.